# V391 Pegasi b
V391 Pegasi b ist ein möglicher Exoplanet, der den heißen Unterzwerg V391 Pegasi alle 1140 Tage umkreist. Auf Grund seiner hohen Masse wird angenommen, dass es sich um einen Gasplaneten handelt.

## Entdeckung
Der Planet wurde von Roberto Silvotti et al. im Jahr 2007 entdeckt. Dabei machte man sich die kurzperiodischen Pulsationen des Unterzwergs zu Nutze: Da diese sehr präzise und vorhersehbar sind, machen sich periodische Änderungen der Pulsationsdauer durch den Einfluss eines massereichen Begleiters bemerkbar. Eine aktuelle Arbeit von 2018 derselben Gruppe hinterfragt diesen aber. Eine kommende Auswertung der TESS-Daten könnte helfen, den Exoplaneten zu bestätigen oder zu verwerfen.

## Umlauf und Masse
Der Planet umkreist seinen Stern in einer Entfernung von ca. 1,7 Astronomischen Einheiten und hat eine Minimalmasse von ca. 1017 Erdmassen bzw. 3,2 Jupitermassen.